# Гербер, Мартин
Ма́ртин Ге́рбер (нем. Martin Gerber; 3 сентября 1974, Бургдорф, Швейцария) — бывший швейцарский хоккеист, вратарь. Обладатель Кубка Стэнли 2006 года в составе клуба «Каролина Харрикейнз». Участник Олимпийских игр 2002 и 2006 годов в составе сборной Швейцарии, многократный участник чемпионатов мира. Вице-чемпион мира 2013 года. Прозвище — «Гербс» (англ. Gerbs). Завершил карьеру в 2015 году.

## Биография

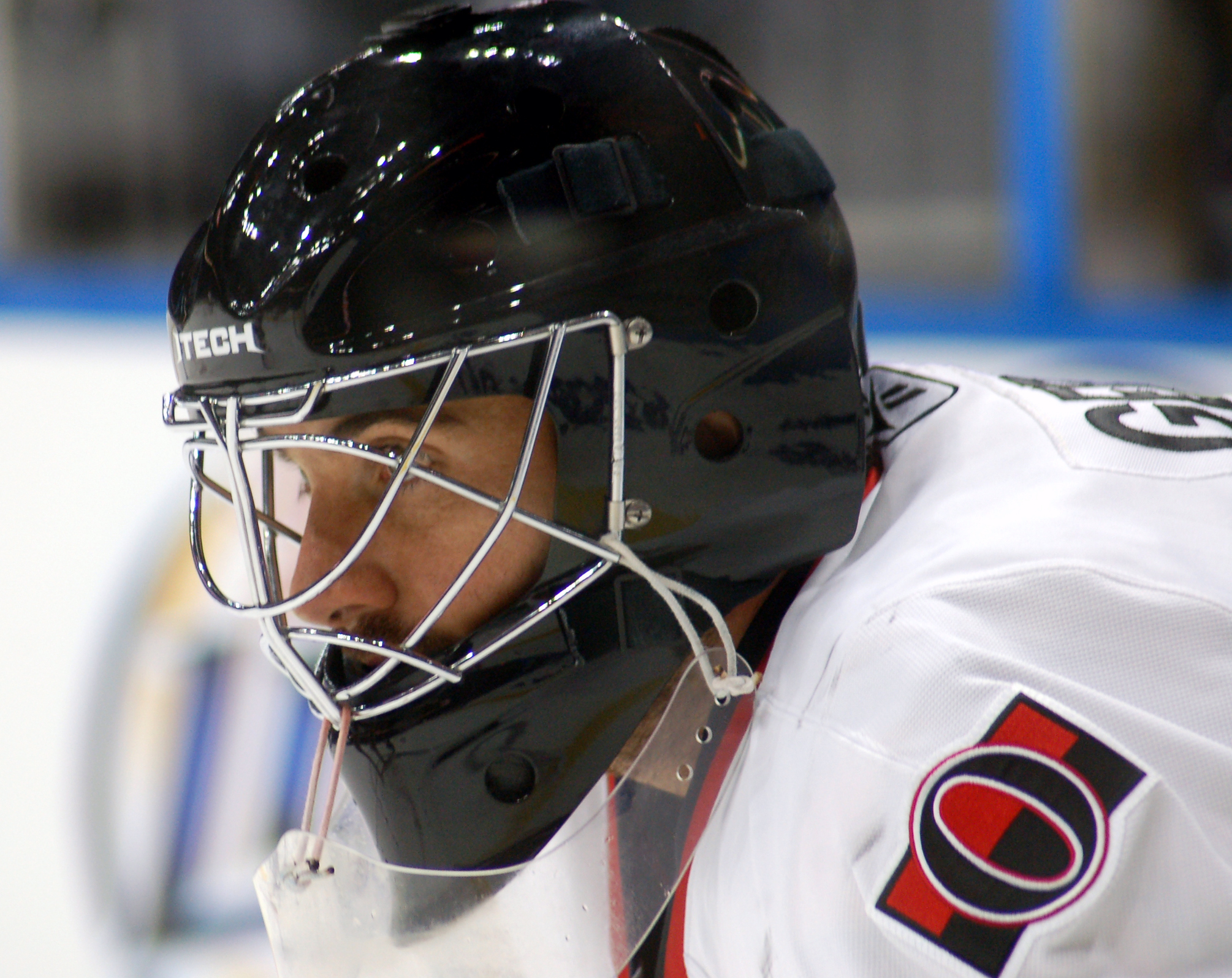
Мартин в своём чёрном шлеме «Дарта Гербера» защищает цвета «Оттавы Сенаторз»

На драфте НХЛ 2001 года был выбран в 8-м раунде под общим 232-м номером командой «Майти Дакс оф Анахайм». 18 июня 2004 года обменян в «Каролину Харрикейнз». 1 июля 2006 года как неограниченно свободный агент подписал контракт с «Оттавой Сенаторз».
В июле 2009 года подписал контракт на два года с клубом КХЛ «Атлант» (Мытищи). 13 декабря 2009 года в матче против «Витязя» в столкновении с форвардом соперников Александром Романовым получил ушиб шейного отдела позвоночника.
На чемпионате мира 2013 года Гербер защищал ворота национальной сборной в победном четвертьфинале против команд Чехии (2:1), в результате швейцарцы, одержавшие до этого 7 побед в 7 матчах группового турнира, впервые с 1998 года пробились в полуфинал первенства мира. В победном полуфинале против американцев ворота сборной защищал Рето Берра, а в финале в ворота вернулся Гербер, но швейцарцам не удалось победить шведов (1:5). Тем не менее сборная Швейцарии выиграла медали чемпионата мира впервые с 1953 года.

## Награды
- Обладатель Кубка Стэнли, 2006 («Каролина Харрикейнз»)
- Чемпион Швеции, 2002 («Ферьестад, город Карлстад»)

## Статистика
```
Season   Team                        Lge    GP   Min   GA  EN SO   GAA   W   L   T   Svs    Pct
-----------------------------------------------------------------------------------------------
2000-01  Langnau                     Swiss  44  2671  114   0  3  2.56   0   0   0     0  0.000
2001-02  Farjestads BK Karlstad      SEL    44  2664   87   0  4  1.96   0   0   0  1031  0.922
2002-03  Anaheim Mighty Ducks        NHL    22  1203   39   4  1  1.95   6  11   3   509  0.929
2002-03  Cincinnati Mighty Ducks     AHL     1    60    2   0  0  2.00   1   0   0    39  0.951
2003-04  Anaheim Mighty Ducks        NHL    32  1698   64   3  2  2.26  11  12   4   721  0.918
2004-05  Farjestads BK Karlstad      SEL    30  1828   58   0  4  1.90   0   0   0   762  0.929
2004-05  Langnau                     Swiss  20  1217   57   0  0  2.81   6  10   4     0  0.000
2005-06  Carolina Hurricanes         NHL    60  3493  162   5  3  2.78  38  14   6  1557  0.906
Lge — лига, в которой выступал игрок.
GP — сыгранные матчи.
Min — минуты, проведённые на поле.
GA — пропущенные шайбы.
EN — голы, забитые в пустые ворота.
SO — матчи на «ноль» (без пропущенных шайб).
GAA — среднее число пропускаемых за матч шайб.
W, L, T — количество побед, поражений и ничьх, одержанных командой с этим вратарём.
Svs — отражённые броски («сэйвы»).
Pct — процент отражённых бросков.

```